# Bortezomib
Bortezomib è un farmaco chemioterapico, il primo della famiglia degli inibitori del proteasoma ad essere stato sperimentato e approvato per l'uso nell'uomo.

## Meccanismo d'azione
Bortezomib, inibendo il proteasoma, blocca il sistema di degradazione proteica cellulare, favorisce il processo apoptotico delle cellule mielomatose e agisce a livello midollare con la stimolazione del processo osteoblastogenetico e di inibizione di quello angiogenetico.

## Indicazioni
È utilizzato efficacemente per il trattamento del mieloma multiplo, da solo o in associazione a doxorubicina, desametasone, talidomide e desametasone o melfalan e prednisone, e del linfoma mantellare. In associazione a ciclofosfamide e desametasone Bortezomib è risultato efficace anche nel trattamento dell'amiloidosi sistemica.
Il Bortezomib è il primo inibitore del proteasoma clinicamente approvato per l'uso nell'uomo, è stato sperimentato sulla febbre grave con sindrome di trombocitopenia (SFTS) da Phlebovirus, nell'infezione da herpes simplex virus (HSV) in associazione con aciclovir,, in combinazione con virus oncolitico (OV) ed in alcune forme aggressive di linfoma non-Hodgkin (NHL) (ad esempio il Linfoma mantellare, approvato negli USA nell'ottobre 2014).